# جيرون هيوباش
جيرون هيوباش (بالهولندية: Jeroen Heubach)‏ (24 سبتمبر 1974 بأنسخديه في هولندا - ) هو لاعب كرة قدم هولندي في مركز الدفاع. لعب مع إن إي سي نيميخن وتفينتي أنشخيدة وMVV Maastricht ‏.

## وصلات خارجية
- جيرون هيوباش على موقع قاعدة بيانات كرة القدم.إي يو (الإنجليزية)
- جيرون هيوباش على موقع Soccerway.com (الإنجليزية)
- جيرون هيوباش على موقع عالم كرة القدم.نت (الإنجليزية)